# Géorgie au Concours Eurovision de la chanson 2014
La Géorgie a participé au Concours Eurovision de la chanson 2014 à Copenhague, au Danemark.

## Processus de sélection
La Géorgie a annoncé sa participation au concours le 16 juillet 2013.
Les représentants de la Géorgie au Concours Eurovision de la chanson seront Mariko Ebralidze et le groupe The Shin, annoncés le 4 février 2014.
Leur chanson Three minutes to Earth est présentée le 14 mars 2014.

## À l'Eurovision
La Géorgie participa à la deuxième demi-finale, le 8 mai 2014 mais ne se qualifia pas pour la finale.